# Whanganui District
Der Whanganui District ist eine zur Region Manawatū-Whanganui gehörende Verwaltungseinheit in Neuseeland. Der Rat des Districts, Whanganui District Council (Distriktrat) genannt, hat seinen Sitz in der Stadt Whanganui, ebenso wie die Verwaltung des Distrikts.

## Geographie

### Geographische Lage
Der Distrikt stellt mit 2373 km² reiner Landfläche den zweitkleinsten Distrikt in der Region Manawatū-Whanganui dar. Mit 42.153 im Jahr 2013 gezählten Einwohnern kommt der Distrikt auf eine Bevölkerungsdichte von 17,8 Einwohner pro km² und ist damit der Distrikt mit der zweithöchsten Bevölkerungsdichte in der Region.
Der Westen des Whanganui Districts wird von den Distrikten Stratford und South Taranaki begrenzt, die beide zu der Region Taranaki gehören. Im Norden liegt der Ruapehu District, im Osten der Rangitikei District und im Süden bildet die natürliche Grenze die Küstenlinie zur Tasmansee.
Zu dem Distrikt gehören der südliche Teil des Whanganui National Parks und die beiden größten Flüsse des Distrikts, der Whanganui River und der Whangaehu River. Einzige Stadt des Distrikts ist die 38.088 Einwohner (2013) zählende Stadt Whanganui. Alle anderen Orte liegen unter 1000 Einwohnern.

### Klima
Die mittleren Tagestemperaturen liegen im Sommer zwischen 21 °C und 23 °C und im Winter zwischen 2 °C und 6 °C je nach Höhenlage. Die Sonnenscheindauer beträgt um die 1950 Stunden pro Jahr im Bereich der Küste und bis zu 1700 Stunden abfallend nach Norden hin, in die Bergregionen. Die Niederschläge liegen zwischen 900 und 1200 mm im Einzugsbereich der Küste und im Nordwesten liegen sie um bis zu 300 mm höher.

## Bevölkerung

### Bevölkerungsentwicklung
Von den 42.153 Einwohnern des Distrikts waren 2013 9141 Einwohner Māori-stämmig (21,7 %). Damit lebten 1,5 % der Māori-Bevölkerung des Landes im Whanganui District. Das durchschnittliche Einkommen in der Bevölkerung lag 2013 bei 23.500 NZ$, gegenüber 28.500 NZ$ im Landesdurchschnitt.

### Herkunft und Sprachen
Die Frage nach der Zugehörigkeit einer ethnischen Gruppe beantworteten in der Volkszählung 2013 81,8 % mit Europäer zu sein, 23,0 % gaben an, Māori-Wurzeln zu haben, 2,8 % kamen von den Inseln des pazifischen Raums und 2,9 % stammten aus Asien (Mehrfachnennungen waren möglich). 11,9 % der Bevölkerung gab an, in Übersee geboren zu sein und 6,2 % der Bevölkerung sprachen Māori, unter den Māori 24,1 %.

## Politik

### Verwaltung
Der Whanganui District ist seinerseits noch einmal in zwölf Wards eingeteilt, dem Whanganui East Ward, Westmere/Mowhanau Ward, St Johns Hill Ward, Aramoho Ward, Castlecliff Ward, Upokongaro Ward, Durie and Bastia Hills Ward, Central Ward, Putiki Ward, Gonville Ward, Fordell/Okoia Ward und dem Springvale Ward, alle mit jeweils einem Councillor (Ratsmitglied). Zusammen mit dem Mayor (Bürgermeister) bilden sie den District Council (Distriktsrat). Der Bürgermeister und die zwölf Ratsmitglieder werden alle drei Jahre neu gewählt.

## Wirtschaft
Der Distrikt lebt hauptsächlich von der Farmwirtschaft, in der die Fleisch- und Milchproduktion eine wichtige Rolle spielt. Neben dem Gemüseanbau ist aber auch der Anbau von Früchten und Nüssen zu finden. Der Tourismus spielt mit dem Zugang zum Whanganui National Park in Whanganui eine große Rolle.

## Infrastruktur

### Verkehr
Verkehrstechnisch angebunden ist der Distrikt durch die beiden New Zealand State Highway 3 und 4, die beide durch Whanganui führen, der State Highway 3 der Küste folgend und der State Highway 4 von Norden aus dem Inland kommend.